# Kongens Nytorv

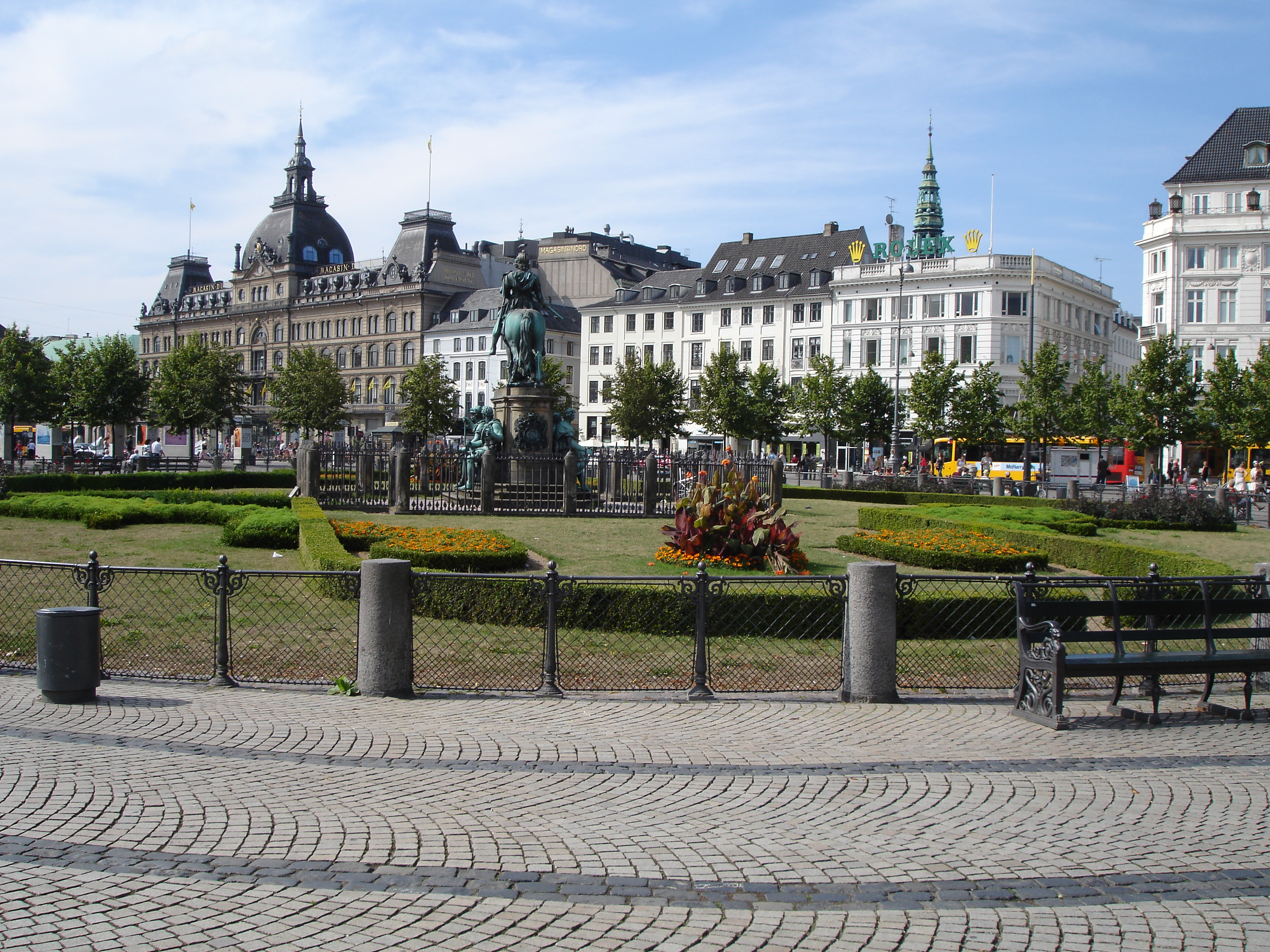
Kongens Nytorv

Kongens Nytorv (em português:  Praça Nova do Rei) é uma praça pública no centro de Copenhaga, sendo um dos locais mais visitados da cidade. A praça, considerada a maior e melhor da cidade, foi construída sob as ordens de Cristiano V como uma conexão para o exterior da cidade fortificada.